# فؤاد عبد الملك
فؤاد ناصر الدين عبد الملك (1878 - 1954) سياسي لبناني في عهد سقوط الدولة العثمانية. ولد في بلدة بتاتر بقضاء عاليه وعصامي استطاع يحصل على ثقافة عالية، مال إلى السياسة فعين مديراً لناحية الجرد الشمالي 1903، عضواً في مجلس إدارة متصرفية جبل لبنان 1905 بعد فوزه بـ 60 صوتاً على منافسه حمد حمادة، وفي سنة 1911 اتخذ مجلس الإدارة بتعيينه وسليمان كنعان لإجراء تفتيش في إدارة الحقوق الاستئنافية. عين عضواً في مجلس الإدارة عن قضاء جزين 1911، وبي فيه إلى أن أصدر الجنرال هنري غورو قراراً بإلغاء المجلس سنة 1920. كان من المعارضين ودعا إلى إزالة الفساد، فنفي أكثر من مرة. أسس في المنفى مع مصطفى العماد ومحمود جنبلاط ومحمود تقي الدين وعبد الحميد تلحوق وتوفيق أرسلان،‌ حزب الثالوث.

## سيرته
ولد فؤاد بن ناصر الدين عبد الملك في بتاتر نحو سنة 1878 وحصل ثقافة عالية واشترك في السياسة، فعين مديراً لناحية الجرد الشمالي في 28 تشرين الثاني 1903.

### في مجلس إدارة جبل لبنان
في سنة 1905 فاز في انتخابات مجلس إدارة جبل لبنان بـ61 صوتاً على منافسة حمد حمادة، وكان هذا المجلس قد انشئ وفاقاً لبروتوكول سنة 1861 ومؤلفاً من إثني عشر عضواً، وأضيف إليهم عضو ثالث عشر عن دير القمر. وفي كانون الثاني 1911 اتخذ مجلس الإدارة قراراً بتعيين فؤاد بك وسليمان بك كنعان لاجراء تفتيش في دائرة الحقوق الاستئنافية. 

وفي آذار سنة 1911 عين عضواً في مجلس الإدارة عن منطقة جزين، وبقي عضواً فيه إلى أن أصدر هنري غورو قراراً بالغائه سنة 1920.
كان الفساد مستشرياً في جسم الدولة، وخصوصاً في عهد المتصرفين، وكل ما قيل وكتب عن الإصلاح كلائحة نعوم باشا الإصلاحية (1902-1907) بقي كاملاً في الهواء وحبراً على ورق، واشتدت المعارضة في مجلس الإدارة، وكان يحمل لواءها فؤاد بك الذي عرف باخلاصه وجرأته وعناده ووطنيته الصادقة، فنفي أكثر من مرة. 

ومما يروی عن جرأته أنه وقف أمام نعوم باشا مرة في احدی جلسات مجلس الإدارة ورد إليه بوجهه كلاماً قاسياً كان قد وجهه إلى المجلس بسبب رفضه أحد مشاريعه، فغضب الباشا وترك المجس مزمجراً وبعد قليل استدعی اليه فؤاد بك في مكتبة، فاحسن استقباله واعتذر منه وشرب معه القهوة، إلا أن البك طلب أن يكون الاعتذار من جميع الأعضاء، فخرج الباشا من مكتبه واعتذر فعلاً من الجميع، ولكنه خصّ بالتقدير الكبير فؤاد بك، وأقلع عن المشروع الذي كان يطلب اقراره. 

وعندما أخفقت حملة جمال باشا في قناة السويس اتصف حكمه في البلاد بالبطش والظلم والإرهاب والتعسف في تدابيره واجراءاته، فحل مجلس الإداراة ونفی الشخصيات المعارضة والداعية إلى الاستقلال، وكان فؤاد بك من جملتهم لأنه كان من أبرز المعارضين، فالقي القبض عليه ونفي إلى أسكي شهر حيث وضع في الإقامة الجبرية. 

وفي تلك الأثناء اشترك مع الزعماء المنفيين مصطفی عماد ومحمود جنبلاط ومحمود تقي الدين وعبد الحميد تلحوق في تأليف حزب سياسي وسط بين الحزبين اليزبكي والجنبلاطي واطلقوا عليه اسم حزب الثالوث ثم أنضم إليهم الأمير توفيق أرسلان. 

وعندما دخل فيصل سوريا وأعلن الحكومة العربية اثر انسحاب الدولة العثمانية، أرسل الأمير فيصل شكري الأيوبي حاكماً عاماً على لبنان، فأعاد إلى مجلس الإدارة اعتباره. ليقوم بمهام حكومة موقتة، ونصب على رأسه حاكماً مسيحياً مراعاة لبروتوكول سنة 1864 وهو حبيب باشا السعد وارتفع العلم العربي فوق السراي الحكومية في بعبدا وفي بيروت. وبلغت هذه الأخبار مسامع فؤاد بك في منفاه، فبادر إلى الفرار من معتقله في أسكي شهر، فلحقت به الشرطة، وعرفت حقائبه في مركز الحدود التركية فصادرتها، لكن فؤاد بك استطلاع أن يصل إلى بتاتر. واستأنف مجلس الإدارة أعماله، فاتخذ عدة قرارات منها:
- في 9 تشرين الأول 1918، إرسال وفد إلى مؤتمر الصلح في فرساي، فأوفد نجيب عبد الملك في هذه المهمة.
- في 20 أيار سنة 1919، طالب الحكومة الفيصلية باعلان الاستقلال التام، وبانشاء مجلس نيابي.
- في‌ 29 تشرين الثاني 1919، رفض المجلس تدخل السلطة الفرنسية في‌ النظام الداخلي للمجلس. 

- في 10 تموز 1920، رفع سبعة من أعضاء هذا المجلس مضبطة إلى مؤتمر الصلح في باريس يحتجون فيها على تصرف السلطات الفرنسية المنتدبة على سوريا ولبنان في مؤتمر سان ريمو، ومن الأعضاء السبعة سعد الله الحويك وخليل عقل وسليمان كنعان ومحمود جنبلاط، وفؤاد عبد الملك. 

وبعد رفعهم المضبطة المشار إليها قرر هؤلاء الذهاب إلى دمشق والانضمام إلى حكومة الملك فيصل، وفيما هم في طريقهم إلى الشام بعد ظهر اليوم الذي رفعوا فيه مذكرتهم إلى مؤتمر الصلح في 10 تموز 1920، بعث الجنرال غورو فالقى القبض عليهم، ثم أصدر قراراً بالغاء مجلس الإدارة في 10 تموز 1920 وعين لجنة إدارية مكانه مؤلفة من 17 عضواً برئاسة حبيب باشا السعد وأعلن قيام دولة لبنان الكبير. 

### نفيه وعمله في الصحافة
كان نصيب فؤاد بك من تدابير الجنرال غورو أن نفاه إلى أرواد، ثم إلى كورسيكا، ثم إلى باريس، وبقي منفياً هنك إلى أن صدر العفو من المندوب السامي سنة 1921 عنه وعن محمود جنبلاط، لكنه عندما عاد إلى البلاد بقي مستمراً في معارضته السياسية، وما لبث أن أصدر مع شفيق الحلبي في بيروت جريدة المنبر التي كان يملكها علي ناصر الدين البريمي وتجرأت الجريدة على السياسة المنحازة التي كانت واضحة فأمرت السلطة الفرنسية بأقفالها. 

قد أرهق صحة فؤاد بك فلزم بيت عاجزاً عن ممارسة السياسة، وتوفي في 1954 ودفن في بلدته بتاتر. 

## حياته الشخصية
تأهل من عبلة عبد الملك ولهما رامز ونازك. 